# Robin Welsh
Robin Welsh (ur. 20 października 1869 w Edynburgu, zm. 21 października 1934 tamże) – szkocki sportowiec, sędzia i działacz sportowy. Curler, członek drużyny Royal Caledonian Curling Club, która podczas pierwszych zimowych igrzysk olimpijskich w 1924 zdobyła złoty medal w curlingu oraz rugbysta, reprezentant Szkocji.
W młodości uprawiał rugby i związany był z klubem Watsonian Football Club. W latach 1895–1896 rozegrał cztery spotkania dla szkockiej reprezentacji w rozgrywkach Home Nations Championship. Sędziował następnie pojedynki w edycjach 1902, 1903 i 1905, a także był prezesem Scottish Rugby Union.
Kraj reprezentował również w tenisie.
Na ZIO 1924 zdobył złoty medal w curlingu, a pozostałymi członkami drużyny byli William Jackson, Thomas Murray i Laurence Jackson. Rok później poprowadził zespół do mistrzostwa świata. W 1984 został wyróżniony World Freytag Award, zaś w roku 2012 został przyjęty do World Curling Hall of Fame.
Przez wiele lat zasiadał w radzie rodzinnego miasta. Jego żona Mary była odnoszącą sukcesy tenisistką i curlerką, zaś ich syn, również Robin, był sportowcem, dziennikarzem i działaczem sportowym odznaczonym MBE.